# قائمة مواقع التراث العالمي في المغرب

مواقع التراث العالمي هي معالم تقوم لجنة التراث العالمي في اليونسكو بترشيحها ليتم إدراجها ضمن برنامج مواقع التراث الإنساني العالمي الذي تديره اليونسكو. هذه المعالم قد تكون طبيعية، كالغابات وسلاسل الجبال، وقد تكون من صنع بشري، كالمعالم المعمارية من جسور أو سدود ومدن وغيرها، وقد تجمع بين الاثنين. وقد أقر المؤتمر العام لليونسكو في دورته السابعة عشرة بباريس في 16 نوفمبر 1972 الاتفاقية المتعلقة بحماية التراث العالمي الثقافي والطبيعي. تسعى هذه الاتفاقية إلى المحافظة للإنسانية وللأجيال القادمة على الشهادات الطبيعية والثقافية التي لها قيمة عالمية واستثنائية.
صادق المغرب على هذه الإتفاقية في 28 أكتوبر 1975، وانتخب عضوا في لجنة التراث العالمي سنة 1995 ثم عضوا بمكتب التراث العالمي سنة 1996. وقد تمكن من تسجيل العديد من المواقع في لائحة التراث العالمي، معظمها في المدن القديمة والعتيقة. وتضم قوائم اليونسكو الخاصة بالمغرب القائمة الرئيسية (الأصلية) ب 9 مواقعٍ جميعها ثقافيّة، وكانت المدينة العتيقة لفاس أولها تسجيلًا إذ سُجلت سنة 1981، وآخرها كانت المدينة العتيقة للرباط المُسجلة في القائمة سنة 2012. أما القائمة الإرشادية المؤقتة لمواقع التراث العالمي فتضم 12 عشر موقعًا أربعةٌ منها طبيعيّة والبقية ثقافيّة، إضافة إلى قائمة اليونسكو لروائع التراث الشفهي اللامادي للإنسانية في المغرب والتي ضمت ست مواقع مغربية. سنتطرق لها بالتفصيل في هذه القائمة الخاصة بقوائم التراث العالمي في المغرب.

## الإرث الحضاري

شعار محرك بحث قوقل المغرب يوم 18 نوڤمبر 2015 بمناسبة العيد الوطني للمغرب بصورة باب أكناو إحدى الأبواب العتيقة بمراكش.

شعار محرك بحث قوقل المغرب يوم 18 نوڤمبر 2014 (بمناسبة ذكرى يوم الإستقلال) بلوني العلم الوطني المغربي الأحمر والأخضر، لفارس تقليدي يحمل العلم الوطني تتوسطه النجمة الخماسية الخضراء

إن الموقع الجغرافي والاستراتيجي للمغرب جعله دوما صلة وصل بين حضارات الأمم، فالحضارة المغربية على مواقع التراث الإنساني متواجدة منذ حضارات فترة ما قبل التاريخ، ومنذ العصر الحجري القديم والأوسط والأعلى والحديث، ثم عصر المعادن إلى حوالي 3000 سنة ق.م، مرورا بعصر حضارات العصر الكلاسيكي بالمغرب من الفترة الفينيقية/القرطاجية والبونيقية والموريتانية بشمال المغرب ثم الفترة الرومانية إلى فترة الحضارات الإسلامية بالمغرب، وكما هو التباين الجغرافي فالتركيبة السكانية متباينة ومنسجمة بين العمقين العربي والإفريقي، كالفسيفساء ثقافيا بين العربي والبدوي (العروبي) والأمازيغي والأندلسي والصحراوي واليهودي والعنصر زنجي الأصل من جنوب الصحراء. فهو القطر العربي الوحيد الذي يملك منفذا بحريا مزدوجا بين المحيط الأطلسي والضفة المتوسطية، فقد كان صلة وصل بين حضارات أمم العالم القديم، وقد تعزز هذا الوضع الاستراتيجي يوم أصبح ممرا حيويا بين أقطار المتوسط والعالم الجديد، بل امتد إلى القرن العشرين مما زاد في صبغته كتراث ثقافي إنساني ذو قيمة كونية خاصة، من بوابة الساحتين العربية والإفريقية، انفتاحا على الكوسموبوليتية منذ البداية المبكرة للقرن العشرين، من خلال المدن الساحلية وعلى رأسها الدار البيضاء ثم طنجة، واكتسبت المدينة خصوصيتها القرنعشرينية العتيقة، كونها كانت مأهولة بمغاربة مسلمين ومغاربة يهود، إضافة إلى أوروبيين من جنسيات مختلفة فارين من جحيم الحرب العالمية الثانية أو كمستوطنين خلال الحمايتين الفرنسية والإسبانية على المغرب، منهم إسبان وإيطاليون وبرتغاليون وفرنسيون، وكذلك أفارقة جنوب الصحراء، منهم أدباء وصيادين وحرفيين وبنائين وتجار ومستثمرين وأساتذة. ويعتبر الفيلم الهوليودي العالمي كازابلانكا أحد رموزه وروائع الفن السابع الذي يوثق لتلك المرحلة.
كل هذه الأمور بين الإرث التاريخي والموقع الجغرافي، جعلت من المغرب الأكثر غنى بين البلدان العربية والإفريقية من حيث المواقع المدرجة على قائمة التراث العالمي.

### عملية الترشيح
ينبغي للبلد الراغب في ترشيح أحد آثاره في الإرث الوطني الإنساني، أن يُجري أولاً جردا لممتلكاته الثقافية والطبيعية الفريدة. وهو ما يُطلق عليه ب«القائمة الإرشادية المؤقتة لمواقع التراث العالمي» (بالإنجليزية Tentative List). بعدها يتم تقييم الملف من طرف المجلس الدولي للمعالم والمواقع والاتحاد الدولي لحفظ الطبيعة ثم يرفع الملف إلى لجنة التراث العالمي.

### معايير الاختيار
وهناك عشرة معايير للاختيار، يجب على الموقع المرشح أن يستوفي واحدا منها على الأقل لإدراجه على قائمة التراث العالمي. ففي عام 2005، تم تعديل معايير اليونسكو لتصبح مجموعة واحدة من عشرة معايير. بحيث المواقع المرشحة يجب أن تكون ذات «قيمة عالمية استثنائية» وتستوفي على الأقل واحداً من تلك المعايير العشرة. ستة منها معايير ثقافية، وأربعة منها معايير طبيعية.

## القائمة

### القائمة الأصلية للتراث العالمي في المغرب
القائمة الأصلية لمواقع التراث العالمي (اليونسكو) في المغرب، كلها ثقافية إلى حدود معطيات غشت سنة 2015، بينما يسعى المغرب إلى ضم مواقع طبيعية أو مختلطة إلى القائمة الأصلية للتراث العالمي، وقد مهد لذلك بترشيح ملفات مقبولة لمواقع طبيعية ضمن التراث العالمي، من خلال ضم مواقع إلى القائمة الإرشادية التمهيدية لمنظمة اليونسكو.
وهذه اللائحة الرئيسية لمواقع التراث العالمي بالنسبة للمغرب مرتبة حسب تاريخ إدراجها وهي كالتالي:
| الاسم                                              | الصورة | الموقع والإحداثيات                                         | معيار الإختيار | الرقم | سنة التسجيل | الوصف |
| -------------------------------------------------- | ------ | ---------------------------------------------------------- | -------------- | ----- | ----------- | --- |
| المدينة العتيقة لفاس                               |        | 34°03′40″N 04°58′40″W / 34.06111°N 4.97778°W               | ثقافي          | 170   | 1981        | تأسّست في القرن التاسع وبها أقدم جامعة في العالم. كان عصرها الذهبي في القرنَيْن الثالث عشر والرابع عشر تحت حكم المرينيين، أصبحت عاصمة بدلاً من مراكش. وتحتوي على على عدد من المباني والينابيع. |
| مدينة مراكش                                        |        | جهة مراكش آسفي 31°38′N 8°0′W / 31.633°N 8.000°W            | ثقافي          | 331   | 1985.       | أنشأها المرابطون بين 1070 - 1072م وبقيت لفترةٍ طويلةٍ كمركز هام، بها عدد من المباني والحدائق تعود إلى تلك الحقبة منها مسجد الكتُبية والقصبة والأسوار والبوّابات الأثريّة. بالإضافة إلى مبان أنشئت لاحقاً. |
| قصر آيت بن حدو                                     |        | إقليم ورززات 31°03′N 7°08′W / 31.050°N 7.133°W             | ثقافي          | 444   | 1987        | يقع بإقليم ورززات هو عبارة عن تجمع بنايات تقليدية، شيدت من الطين ومحاطة بسور دفاعي مقوى بالأبراج، ويتميز بالبساطة والمتانة. ويعتبر هذا القصر، بهندسته المتميزة، نموذجا للسكن التقليدي بالجنوب المغربي. ويشكّل قصر آيت بن حدو نموذجاً للهندسة المعماريّة في جنوب المغرب.                                           |
| مدينة مكناس التاريخيّة                              |        | جهة فاس مكناس 33°53′42″N 5°33′17″W / 33.89500°N 5.55472°W  | ثقافي          | 793   | 1996        | أسَّسها المرابطون في القرن الحادي عشر لتكون مقرا عسكريًا. لكنّها أصبحت عاصمة تحت حكم المولى إسماعيل فجعلها على أسلوب أندلسي مغربي، فأحاطها بأسوار عالية تخترقها بواباتٌ أثريّة. |
| موقع وليلي الاثري                                  |        | جهة فاس مكناس 34°04′16″N 5°33′13″W / 34.07111°N 5.55361°W  | ثقافي          | 836   | 1997        | تأسَّست في القرن الثالث ق.م. وكانت لها أهمية كبيرة في فترة الإمبراطورية الرومانية، ثم أصبحت فيما بعد ولفترة قصيرة عاصمة إدريس الاول مؤسس حكم الأدارسة. |
| المدينة العتيقة لتطوان                             |        | جهة طنجة تطوان الحسيمة 35°34′N 5°22′W / 35.567°N 5.367°W   | ثقافي          | 837   | 1997        | عرفت مدينة تطوان أهمية كبرى في التاريخ المغربي والحضارة الإسلامية ككل، حيث كانت تمثل ابتداء من القرن الثامن عشر منعطفا رئيسيا بين المغرب والأندلس. أعيد بناؤها من طرف المغاربة الذين طردوا من الأندلس. وهذا ما جعل الجمالية المغربية تتمازج بين التأثيرات الأندلسية والتأثيرات الجمالية الأخرى.                |
| مدينة الصويرة (قديمًا موغادور)                      |        | جهة مراكش آسفي 31°30′47″N 9°46′11″W / 31.51306°N 9.76972°W | ثقافي          | 753   | 2001        | مدينة محصنة تعود إلى نهاية القرن الثامن عشر. بُنيت وفقًا لمبادئ الهندسة المعمارية العسكرية الأوروبية التي كانت سائدةً في ذلك الوقت. أهميتها كانت كونها مرفأ تجاري يربط المغرب وداخل البلاد الصحراوية بأوروبا وباقي العالم.                                                                                        |
| المدينة القديمة للجديدة (مازاغان)                  |        | جهة الدار البيضاء سطات 33°14′N 8°30′W / 33.233°N 8.500°W   | ثقافي          | 1058  | 2004        | عبارة عن تحصينات تم إنشاؤها كمستعمرة على الساحل الأطلسي في بداية القرن السادس عشر. ومن المباني البرتغالية التي لا تزال حتى الآن هي الحوض وكنيسة الصعود المبنية بحسب الأسلوب المنويلي. |
| الرباط، العاصمة الحديثة ومدينة تاريخية: تراث مشترك |        | جهة الرباط سلا القنيطرة 34°02′N 6°50′W / 34.033°N 6.833°W  | ثقافي          | 1401  | 2012        | رشحت للقائمة تحت عنوان:"الرباط، العاصمة الحديثة ومدينة تاريخية: تراث مشترك". ومن معالمها بابَيْ "الرواح" و"الأوداية" اللذان يقعان في الجانب الغربي من السور، ويتميزان بهندستهما المعمارية وزخارفهما المشبّكة وأفاريزهما المنقوشة بعبارات بالخط الكوفي، يعتبران من الإنجازات المتميزة للفن الموحدي في أوج ازدهاره. |

### مواقع مسجلة على القائمة الارشادية للتراث العالمي
القائمة الارشادية المؤقتة لمواقع التراث العالمي، أو القائمة المؤقتة لمواقع التراث العالمي (بالإنجليزية Tentative List)، هي جرد لخصائص موقع ما لكل دولة على حدى التي تعتزم كل دولة طرف أن تنظر في ترشيحها. وهي خطوة ضرورية لولوج اللائحة الرسمية لمواقع التراث العالمي حسب اليونسكو، يتم المصادقة عليها من طرف لجنة التراث العالمي.
وتهدف وزارة الثقافة ووزارة السياحة إلى إدراج هذه المواقع الأثرية إلى اللائحة الأصلية ك«تراث إنساني عالمي» في المستقبل القريب بعد إعداد الملف من كافة الجوانب. ومن بين أبرز المواقع التي أدرجت على القائمة المؤقتة مدينة الدار البيضاء تحت شعار «الدار البيضاء، مدينة القرن العشرين، ملتقى طرق التأثيرات»، بحيث مكنت هذه المدينة من الترويج لأنماط تفكير معماري جديدة بعد اطلاع المعماريين الأوربيين على النمط المعماري والهندسي في المغرب منذ البدايات الأولى للقرن العشرين.وما تمثل من خصوصيات، منها أنها ملتقى طرق تعكس تركيبا استثنائيا لعناصر منحدرة من ثقافات وعصور ونماذج ومبادئ نظرية مختلفة، يتضح هذا التهجين الأصيل في مجالها الحضري والمعماري الذي يمنحها قيمة تراثية كوسموبوليتية شاهدة على بدايات الملامح الأولى للقرن العشرين.
وهذه لائحة مواقع التراث العالمي في القائمة المؤقتة لليونسكو الخاصة بالمغرب والتي تضم 12 موقعا إلى حدود أيلول 2015، والمرتبة حسب تاريخ إدراجها كالتالي:
| الاسم                    | الصورة | الموقع والإحداثيات                                                 | معيار الإختيار | رقم الإسناد | سنة التسجيل | الوصف |
| ------------------------ | ------ | ------------------------------------------------------------------ | -------------- | ----------- | ----------- | --- |
| زرهون                    |        | 34°3′15″N 5°31′38″W / 34.05417°N 5.52722°W. (مكناس تافيلالت)       | ثقافي          | 450         | 1995        | مدينة جبلية مغربية، تقع قرب مدينة مكناس وتسمى أيضا مدينة مولاي إدريس زرهون، نسبة إلى مؤسس الدولة الإدريسية وتمثل هذه المدينة كعاصمة لأول دولة إسلامية في المغرب وإفريقيا مستقلة عن المشرق منذ القرن السادس الميلادي، ورغم صغر حجمها، إلا أنها كبيرة برمزيتها وتاريخها بالنسبة للحضارة المغربية والمغرب العربي وغرب إفريقيا ككل. |
| تازة والجامع الكبير      |        | إقليم تازة 34°12′45.53″N 4°01′07.34″W / 34.2126472°N 4.0187056°W   | ثقافي          | 451         | 1995.       | الجامع الكبير أو المسجد الأعظم هو المبنى الأبرز في المدينة العتيقة لتازة، بني من قبل السلطان الموحدي عبد المؤمن بن علي سنة 1142م. واستكملت جدرانه في 1172م. وتم توسيع المسجد في عهد بنو مرين سنة 1292-1293. وهو واحد من أقدم الشواهد في مجال العمارة الموحدية، كما أنه يتميز بالثريا الكبيرة التي يصل وزنها إلى حوالي 3 طن. |
| المسجد الأعظم (تينمل)    |        | تينمل 30°59′04.73″N 8°13′42.51″W / 30.9846472°N 8.2284750°W        | ثقافي          | 452         | 1995.       | شيد هذه المعلمة الخليفة عبد المومن الموحدي حوالي سنة547هج/1153م، ويقع بمدينة تينمل بجبال الأطلس الكبير، وتشكل الصومعة استثناء من حيث شكلها إذ تتخذ تصميما مستطيلا، وتتواجد وراء المحراب ويبرز هيكلها خارج جدار القبلة. |
| مدينة ليكسوس             |        | جهة طنجة تطوان الحسيمة 35°12′00″N 6°06′40″W / 35.20000°N 6.11111°W | ثقافي          | 456         | 1995.       | ليكسوس (بالفنيقية تعني: التفاحة الذهبية) تم تشييد المدينة سنة 1180 قبل الميلاد على يد أحد ملوك الأمازيغ في مملكة موريطنية القديمة، عرفت المدينة ازدهارا كبيرا في عهد الملك الأمازيغي يوبا الثاني طوال القرن الأول قبل الميلاد. تبعد 3 كلم عن مدينة العرائش و22 كلم عن موقع زليل التاريخي القريب من جماعة "اثنين اليماني"، إقليم طنجة. بنيت على الضفة اليمنى لواد لوكوس فوق هضبة التشوميس على الساحل الأطلسي وعلى علو 80 مترا وعلى مساحة تقدر بحوالي أكثر من 75 هكتارا. |
| مغارة تافوغالت           |        | وجدة 34°48′38″N 2°24′30″E / 34.81056°N 2.40833°E                   | ثقافي          | 459         | 1995.       | موقع ما قبل التاريخ يعود إلى العصر الحجري القديم، وهذا الكهف يضم مقبرة تتكون من حوالي مائة من الأفراد الذين ينتمون إلى فترة الإنسان المشتاني Mechta-Afalou الممتد من الحضارة القبصية. حيث اكتشف فريق من الباحثين مجموعة من الحلي تعتبر الأقدم في العالم. ويعود تاريخ هذه المجموعة البشرية من السكان إلى حوالي 20,000 سنة قبل الميلاد، وقد تعاقبت مجموعة من الحضارات على الموقع، منذ العصر الحجري القديم الأوسط. وتبقى أهم حضارة يعرف بها موقع تافوغالت هي الحضارة "الآيبروموريزية" والتي أثبتت نتائج التأريخ تواجدها بالموقع بين 21.900 و 10.800 قبل الفترة الحالية.                           |
| معلمة الكور              |        | مكناس 34°4′16″N 5°33′13″W / 34.07111°N 5.55361°W                   | ثقافي          | 458         | 1995.       | هو نصب تذكارى ذو طابع جنائزى والمعروف في المراجع التاريخية المغربية بضريح الكور، وهو صنف من القبور ينتمي للجثوات الاصطناعية المشكلة من الحجارة، يعرف علميا باسم البازينا التي تعني المعالم الدائرية ذات الأبراج المبنية بالحجارة الكبيرة المقطوعة والمرصوصة بعناية. ونظرا لشكله المكون من كتل حجرية منحوتة ومرتبة بانتظام على بعضها البعض في شكل طبقات دائرية. حسب المؤرخ غابريال كامبس يعتقد أنه خاص بشخصية قبلية أو أمير أو ملك، ومن خلال الحفريات التى قام بها سنة 1959 اكد ان المعلمة هى ضريح أمازيغي.                                                                                     |
| منتزه تلاسمطان الوطني    |        | تلاسمطان-إقليم شفشاون 35°08′N 5°05′W / 35.13°N 5.08°W              | طبيعي          | 1179        | 1998.       | محمية تقع في شمال المغرب في منطقة باب تازة، بين الريف وممر تازة شمال المغرب. على مساحة تقدر ب 589.5 كم مربع (227.6 ميل مربع)، تم تقييمه كمحمية وطنية في أكتوبر 2004 للحفاظ على آخر غابات التنوب المهددة في المغرب. |
| محمية نباتات دم الخالدات |        | الأطلس الكبير 29°46′N 9°43′W / 29.767°N 9.717°W                    | طبيعي          | 1180        | 1998.       | محمية نباتات دم الخالدات تقع بجيال الأطلس الكبير، هو الجزء الأعلى في سلاسل جبال الأطلس في المغرب. (الاسم العلمي: Dracaena draco) وهي نوع من النباتات المائية تتبع جنس الدراسينا من الفصيلة الهليونية. وهي نبات شبه استوائية تنتمي بالخصوص إلى غرب المغرب على جبال الأطلس الكبير وجزر الكناري والرأس الأخضر وجزر ماديرا.(Aire du Dragonnier Ajgal) وهي محمية تضم العديد من أصناف الحيوانات المختلفة والطيور من أشعرها طائر حسون الظالم المتوفر بكثرة في هذه المنطقة. |
| متنزه اخنيفيس الوطني     |        | إقليم طانطان، أخفنير 28°05′41″N 12°03′03″W / 28.09472°N 12.05083°W | طبيعي          | 1182        | 1998.       | المنتزه الوطني لخنيفيس يقع بالقرب من الجماعة القروية أخفنير بجهة. تعتبر من المناطق الرطبة المعروفة بتنوع إحيائي، تمتد على طول 20 كلم على مساحة تقدر ب 6500 هكتار. يزورها حوالي 211 نوع من الطيور التي تشاهد بالمحمية من عديد أصناف الطيور المتواجدة بالمغرب. |
| منتزه الداخلة الوطني     |        | الداخلة 23°43′N 15°57′W / 23.717°N 15.950°W                        | طبيعي          | 1183        | 1998.       | الحديقة الوطنية للداخلة تغطي مساحة قدرها 14160 كم مربع، وهي تحتل بذلك ما محموعه 1/10 من واد الذهب في أقصى الجنوب المغربي. وتشتهر بتنوع الحياة النباتية والحياة البرية في مناخ نظيفة. وقد عمل المغرب مؤخرا على إعادة إعمار وإحياء تواجد بعض الأصناف المهددة بالإنقراض في المنطقة، من خلال إعادة توطين عدد من الأصناف المنقرضة بما يعرف بالوحيش الصحراوي بالمنطقة، والتعجيل بإخراج تطوير مشروع المنتزه الوطني الداخلة إلى حيز الوجود، ومن أهم العمليات التي قامت بها مندوبية المياه والغابات ومحاربة التصحر، بشراكة مع جمعية الطبيعة عملية إطلاق مجموعة من غزال المهر في المنتزه.                |
| واحات فكيك               |        | فكيك 32°07′N 1°13′W / 32.117°N 1.217°W                             | ثقافي          | 5625        | 2011.       | كانت معبراً للقوافل التجارية في القرون الماضية بين إفريقيا والمغرب إلى أوروبا.تأسست المدينة بجوار واحة من النخيل. والتمور هي الآن من أهم مواردها. تنعم بمئات الآلاف من أشجار النخيل في المنطقة، ومع ذلك، فقدت فكيك الكثير من أشجار النخيل بسبب مرض البيوض. |
| الدار البيضاء            |        | الدار البيضاء 33°32′N 7°35′W / 33.533°N 7.583°W                    | ثقافي          | 5848        | 2013.       | اسمها الأصلي آنفا تعود إلى القرون الوسطى، سجلت ضمن قائمة التراث العالمي لليونسكو، سنة 2014، كتراث ثقافي إنساني ذو قيمة كونية خاصة، من بوابة الساحتين العربية والإفريقية، انفتاحا على الكوسموبوليتية منذ البداية المبكرة للقرن العشرين. ويعتبر الفيلم الهوليودي العالمي كازابلانكا (فيلم) من روائع الفن السابع أحد معالمها في تلك الحقبة. حيث اكتسبت المدينة خصوصيتها "القرنعشرينية" العتيقة، كونها كانت مأهولة بالمغاربة المسلمين واليهود إضافة إلى أفارقة جنوب الصحراء وأوربيين من جنسيات مختلفة، إسبان وإيطاليون وبرتغاليون وفرنسيون، ادباء وصيادين وحرفيين وبنائين وتجار ومستثمرين وأساتذة. |

### قائمة اليونسكوللتراث الثقافي اللامادي للإنسانيةفي المغرب
جاءت فكرة المشروع من طرف المهتمين بالتراث الشفهي اللامادي الموروث والمتبقي بالنسبة لأنشطة ساحة جامع الفنا، حيث بات الشعور بالقلق إزاء تلاشي بعض مقومات التراث الشفهي بساحة جامع الفناء بمدينة مراكش بالمغرب.
وفي عام 1997، بادر عدد من المثقفين المغاربة ومنظمة اليونسكو بعقد اجتماع في مدينة مراكش المغربية حدد خلاله مفهوم «التراث الشفوي للإنسانية». وتقرر خلاله التفريق بين أعمال هذا التراث بهدف حفظها وإبراز قيمتها، وذلك في إطار «إعلان روائع التراث الشفوي والتراث اللامادي للإنسانية». وفي عام 2001 أعلنت لأول مرة قائمة مأثورات تقدمت بها الدول. وتوضع قائمة جديدة كل سنتين. ويجب أن تكون المأثورات المقترحة تعبيرا ثقافيا حيا أو مهددا، كما يجب أن تكون قد وضعت لها برامج لصيانتها وتطويرها. وفي عام 2003 تبنت الدول الأعضاء في اليونسكو اتفاقية لصون التراث الشفهي اللامادي للإنسانية، التي دخلت حيز التنفيذ في شهر أبريل 2006. وقد أعطيت التوجيهات العملية لهذه المعاهدة من قبل اللجنة الدولية الحكومية، وحددت قائمة تمثيلية وأخرى تستوجب الصون الاستعجالي لتظهر عليها المأثورات التي حددت سابقا وتسجل عليها سنويا مأثورات جديدة.
| الاسم                                   | الصورة | الموقع والإحداثيات | الرقم | سنة التسجيل | الوصف |
| --------------------------------------- | ------ | --- | ----- | ----------- | --- |
| عادات وممارسات ودراية بشأن شجرة الأرغان |        | السوس الأقصى 30°18′N 9°20′W / 30.300°N 9.333°W                                                                                | 00955 | 2008        | يتم استخراج زيت أرغان العد للتغدية بمجخود يدوي، يتطلب الأمر مجهوداً يدويا لدى النساء المتخصصات في استخراجه لكسر النواة واستخراج اللوزة، ونواة الأركان أشد صلابة بمقدار خمسة عشر مرة من نواة البندق. بعد أن تكسر النواة تزال عنها القشور الخشبية ليتم تسخين اللوزة أوتخبز على النار ثم تطحن برحى يدوية مصنوعة لطحن الأركان، وتؤخذ العجينة المطحونة فتعصر باليد لاستخراج الزيت. في حالة زيت الأركان الطازج، المستخدم للتجميل، فلا يتم تسخين اللوزة بل تطحن طازجة ليستخرج الزيت منها مباشرة. وجدبر بالذكر أنه من أجل الحصول على لتر واحد من هذا الزيت، يلزم ما مقداره 70 كيلوغرام من ثمر الأرغان. يتم إعطاء زيت الأركان كهدية زفاف، ويستخدم على نطاق واسع في إعداد أطباق احتفالية متنوعة كأملو، وهو عبارة عن وصفة من المطبخ المغربي وهو خليط من زيت الأركان إضافة إلى اللوز والعسل. يتناول أملو أساسا في وجبة الفطور واللمجة مع الخبز مصحوبا بأتاي وهو معروف بخواصه المقوية. |
| الحمية المتوسطية                        |        | المغرب المتوسطي بالإشتراك مع قبرص – كرواتيا – إسبانيا – اليونان – إيطاليا – البرتغال 34°2′0″N 6°50′0″W / 34.03333°N 6.83333°W | 00884 | 2008        | حمية البحر الأبيض المتوسط' هي توصية غذائية حديثة تتميز بها الأنماط الغذائية التقليدية لبعض دول المتوسط منها المغرب واليونان وجنوب إيطاليا، وإسبانيا ترتكز الجوانب الرئيسية لهذا النظام الغذائي باستهلاك نسبة عالية من زيت الزيتون والبقوليات والحبوب الكاملة والحبوب غير المكررة، والفواكه، والخضروات، واستهلاك كمية معتدلة إلى كبيرة من الأسماك. ويعتبر المطبخ المغربي عريقا ومن أكثر المطابخ تنوعا في العالم.فهو مزيج من المطبخ الامازيغي والعربي، والمغاربي، والشرق أوسطي، والمورسكي والأفريقي. ساعده في ذلك أنه يتوفر على خاصيات غذائية متميزة وغنية في هذا الإطار، منها اعتماد زيت الزيتوب كمادة غذائية أساسية بالإضافة إلى توفره على شجر الأرغان واعتماد الخضروات والفواكه والفواكه الجافة والشاي في النظام الغذائي اليومي المنتمي بصفات حمية البحر الأبيض المتوسط. حيث يصنف من بعض الإختصاصيين الأول عربيا وإفريقيا والثالث عالميا.                               |
| موسم طانطان                             |        | طانطان 28°26′N 11°06′W / 28.433°N 11.100°W                                                                                    | 1401  | 2005        | صنف ضمن روائع التراث الشفهي اللامادي للإنسانية، وهو موسم سنوي يحافظ على تراث المنطقة الثقافي اللاّمادي. يتميز بتعدد أشكاله الثقافية اللامادية من موسيقى ورقص وطقوس وميثولوجيا ومعارف وممارسات ذات صلة بالطبيعة والكون ومهارات مرتبطة بالممارسات الحرفية التقليدية بالإضافة إلى مجالات ثقافية أخرى متنوعة. |
| فضاء جامع الفناء الثقافيّ                |        | مراكش 31°37′33″N 7°59′22″W / 31.62583°N 7.98944°W                                                                             | 00014 | 2008        | يرجع تاريخ ساحة الفنا إلى عهد تأسيس مدينة مراكش سنة (1070-1071)م، في عهد الدولة المرابطية خلال القرن الخامس الهجري كنواة للتسوق، تزايدت بعد تشييد مسجد الكتبية بعد قرابة قرن كامل. وهي تعد رمزا للمدينة، تتميز بحيويتها وجاذبيتها. كأ حد أبرز المجالات الثقافيّة في مراكش وقد استحالت أحد رموز المدينة منذ تأسيسها في القرن الحادي عشر. وهي تمثّل تجمّعاً فريداً من نوعه لتقاليد الشعب المغربي الشعبية التي تؤدى من خلال التعابير الموسيقيّة والدينيّة والفنيّة إضافة إلى اللقاء بحضارات العالم بإعتبارها كأحد الوجهات السياحية العالمية في إفريقا والجنوب المتوسط. وتقع هذه الساحة المثلثة عند مدخل المدينة تحوطها المقاهي والمتاجر والمباني العامة وتنشط فيها الأعمال التجاريّة اليوميّة ومختلف أشكال الترفيه. |
| الصقارة تراث إنساني حي                  |        | مناطق متعدد من المغرب، الشاوية، جبال الأطلس والشرق. 31°37′33″N 7°59′22″W / 31.62583°N 7.98944°W                               | 00732 | 2008        | تعتبر هواية الصقارة هواية عريقة وقديمة جدا في المغرب، اعنمت بها العديد من القبائل التي اهتمت بتربية الصقور، وقد صنفت ضمن التراث العالمي اللامادي في المغرب بالتشارك مع العديد من الدول التي تعرف ممارسة هذه الهواية ضمن تراثها الوطني، ومن هذه الدول الإمارات العربية المتحدة، النمسا، بلجيكا، الجمهورية التشيكية، فرنسا، هنغاريا، جمهورية كوريا، منغوليا، قطر، المملكة العربية السعودية، إسبانيا، الجمهورية العربية السورية. |
| مهرجان حب الملوك بمدينة صفرو            |        | مدينة صفرو. 33°49′N 4°51′W / 33.817°N 4.850°W                                                                                 | 00641 | 2012        | يعتبر المغرب من أهم البلدان المنتجة للكرز، بحوالي 7.4 ألف طن، وعملية جني ثمار الكرز تكون عادة ما بين نهاية شهر مايو وبداية شهر يوليو. وقد أسس مهرجان حب الملوك بمدينة صفرو في المغرب احتفاءا بهذه الفاكهة منذ عام 1920 ميلادية. يحضر هذا المهرجان الكثير من السياح الأجانب علاوة على الزوار المغاربة من العديد من المدن المختلفة. وتتزامن الاحتفالات مع نهاية موسم قطف فاكهة الكرز الذي يسمى (حب الملوك) في المغرب. لمدة ثلاثة أيام في يونيو من كل عام، ويعرف المهرجان اختيار ملكة الجمال، وقد كانت في السابق أحد رموز التعايش في المدينة، حيث يشارك في المسابقات مسلمات ويهوديات ومسيحيات، ولكن بعد هجرة الفرنسيين بعد الاستقلال ثم هجرة جل المغاربة من الديانة اليهودية اقتصرت المسابقة على الساكنة المحلية من المسلمات. |